# Protoptila balmorhea
Protoptila balmorhea är en nattsländeart som beskrevs av Ross 1941. Protoptila balmorhea ingår i släktet Protoptila och familjen stenhusnattsländor. Inga underarter finns listade i Catalogue of Life.